# Washington Mystics 2002
La stagione 2002 delle Washington Mystics fu la 5ª nella WNBA per la franchigia.
Le Washington Mystics arrivarono terze nella Eastern Conference con un record di 17-15. Nei play-off vinsero la semifinale di conference con le Charlotte Sting (2-0), perdendo poi la finale di conference con le New York Liberty (2-1).

## Roster
| N° | Naz.                          | Ruolo | Sportivo           | Anno | Alt. | Peso |
| -- | ----------------------------- | ----- | ------------------ | ---- | ---- | ---- |
| 4  | Stati Uniti (bandiera)        | A     | Tonya Washington   | 1977 | 183  | 75   |
| 5  | Stati Uniti (bandiera)        | C     | Tausha Mills       | 1976 | 191  | 102  |
| 6  | Francia (bandiera)            |       | Audrey Sauret      | 1976 | 178  | 74   |
| 9  | Stati Uniti (bandiera)        | G     | Coco Miller        | 1978 | 178  | 62   |
| 10 | Stati Uniti (bandiera)        | A     | Murriel Page       | 1975 | 188  | 72   |
| 14 | Stati Uniti (bandiera)        | G     | Kiesha Brown       | 1979 | 175  | 66   |
| 15 | Stati Uniti (bandiera)        | A     | Asjha Jones        | 1980 | 188  | 90   |
| 21 | Canada (bandiera)             | G     | Stacey Dales       | 1979 | 183  | 70   |
| 23 | Stati Uniti (bandiera)        | G     | Chamique Holdsclaw | 1977 | 188  | 76   |
| 25 | Brasile (bandiera)            | G     | Helen Luz          | 1972 | 168  | 61   |
| 33 | Stati Uniti (bandiera)        | C     | Katryna Gaither    | 1975 | 191  | 77   |
| 35 | Papua Nuova Guinea (bandiera) | G     | Annie Burgess      | 1969 | 170  | 64   |
| 40 | Stati Uniti (bandiera)        | A     | Vicky Bullett      | 1967 | 191  | 84   |
| 54 | Stati Uniti (bandiera)        | A     | Maren Walseth      | 1978 | 188  | 83   |

## Staff tecnico
- Allenatore: Marianne Stanley
- Vice-allenatori: Linda Hill-MacDonald, Ledell Eackles